# Тугоница
Тугоница је насељено место у саставу општине Марија Бистрица у Крапинско-загорској жупанији, Хрватска. До територијалне реорганизације у Хрватској налазила се у саставу старе општине Златар-Бистрица.

## Становништво
На попису становништва 2011. године, Тугоница је имала 578 становника.

## Попис1991.
На попису становништва 1991. године, насељено место Тугоница је имало 699 становника, следећег националног састава:
| Попис 1991.‍  | Попис 1991.‍  | Попис 1991.‍ | Попис 1991.‍ | Попис 1991.‍ |
| ------------ | ------------ | ----------- | ----------- | ----------- |
|              |              |             |             |             |
| Хрвати       | Хрвати       |             | 682         | 97,56%      |
| Југословени  | Југословени  |             | 2           | 0,28%       |
| Словаци      | Словаци      |             | 1           | 0,14%       |
| Словенци     | Словенци     |             | 1           | 0,14%       |
| неопредељени | неопредељени |             | 7           | 1,00%       |
| непознато    | непознато    |             | 6           | 0,85%       |
| укупно: 699  |              |             |             |             |